# Winterport
Winterport ist eine Town im Waldo County des Bundesstaates Maine in den Vereinigten Staaten. Im Jahr 2020 lebten dort 3817 Einwohner in 1701 Haushalten auf einer Fläche von 95,96 km². Der Census-designated place Winterport umfasst ein Gebiet von 17,0 km² im Südosten der Town einschließlich des Villages Winterport.

## Geographie
Nach dem United States Census Bureau hat Winterport eine Gesamtfläche von 95,96 km², von der 92,00 km² Land sind und 3,96 km² aus Gewässern bestehen.

### Geographische Lage
Winterport liegt im Nordosten des Waldo Countys und wird durch den Penobscot River vom Hancock County im Osten getrennt. Im Norden grenzt das Penobscot County an. Der Penobscot River fließt in südlicher Richtung entlang der östlichen Grenze des Gebietes, der March Stream bildet die südliche Grenze. Er mündet in den Penobscot River, dieser in den Atlantischen Ozean. Es gibt keine Seen in dem Gebiet der Town und nur kleinere Flüsse. Die Oberfläche ist leicht hügelig, der 211 m hohe Snow Mountain ist die höchste Erhebung der Town.

### Nachbargemeinden
Alle Entfernungen sind als Luftlinien zwischen den offiziellen Koordinaten der Orte aus der Volkszählung 2010 angegeben.
- Norden: Hampden, Penobscot County, 9,4 km
- Nordosten: Orrington, Penobscot County, 12,6 km
- Osten: Bucksport, Hancock County, 17,0 km
- Süden: Frankfort, 5,9 km
- Westen: Monroe, 13,2 km
- Nordwesten: Newburgh, Penobscot County, 9,6 km

### Stadtgliederung
In Winterport gibt es mehrere Siedlungsgebiete: Bald Hill Cove, Coles Corner, Ellingwood Corner, North Franfort, North Winterport, West Winterport, Whites Corner, Winterport (Village) und Winterport Station.

### Klima
Die mittlere Durchschnittstemperatur in Winterport liegt zwischen −7,8 °C (18 °F) im Januar und 20,0 °C (68 °F) im Juli. Damit ist der Ort gegenüber dem langjährigen Mittel der USA um etwa 9 Grad kühler. Die Schneefälle zwischen Oktober und Mai liegen mit bis zu zweieinhalb Metern mehr als doppelt so hoch wie die mittlere Schneehöhe in den USA; die tägliche Sonnenscheindauer liegt am unteren Rand des Wertespektrums der USA.

## Geschichte
Winterport gehörte bis zur Gründung als eigenständige Town am 12. März 1860 zum Gebiet der Town Frankfort. Weitere Gebiete der Town Frankfort wurden 1867 hinzugenommen.
Besiedelt wurde das Gebiet ab 1760. Die Siedlung war ein bedeutender Standort des Schiffbaus. Als eine amerikanische Flotte 1779 an der Eroberung von Castine scheiterte, jagten die Briten sie auf den Penobscot. Dort verbrannte und versenkte die Besatzung ihre Schiffe, um der Gefangennahme zu entgehen. Das Flaggschiff der amerikanischen Flotte, die USS Warren, wurde vor Oak Point versenkt.
Der Name leitet sich von dem zumeist eisfreien Hafen an der Mündung des Penobscot Rivers ab. Während der Wintermonate, wenn der obere Penobscot River zufror, ermöglichte er, Waren umzuschlagen, die dann weiter nach Bangor transportiert wurden.

### Einwohnerentwicklung
| Volkszählungsergebnisse – Town of Winterport, Maine | Volkszählungsergebnisse – Town of Winterport, Maine | Volkszählungsergebnisse – Town of Winterport, Maine | Volkszählungsergebnisse – Town of Winterport, Maine | Volkszählungsergebnisse – Town of Winterport, Maine | Volkszählungsergebnisse – Town of Winterport, Maine | Volkszählungsergebnisse – Town of Winterport, Maine | Volkszählungsergebnisse – Town of Winterport, Maine | Volkszählungsergebnisse – Town of Winterport, Maine | Volkszählungsergebnisse – Town of Winterport, Maine | Volkszählungsergebnisse – Town of Winterport, Maine |
| Jahr                                                | 1800                                                | 1810                                                | 1820                                                | 1830                                                | 1840                                                | 1850                                                | 1860                                                | 1870                                                | 1880                                                | 1890                                                |
| --------------------------------------------------- | --------------------------------------------------- | --------------------------------------------------- | --------------------------------------------------- | --------------------------------------------------- | --------------------------------------------------- | --------------------------------------------------- | --------------------------------------------------- | --------------------------------------------------- | --------------------------------------------------- | --------------------------------------------------- |
| Einwohner                                           |                                                     |                                                     |                                                     |                                                     |                                                     |                                                     | 2318                                                | 2744                                                | 2260                                                | 1926                                                |
| Jahr                                                | 1900                                                | 1910                                                | 1920                                                | 1930                                                | 1940                                                | 1950                                                | 1960                                                | 1970                                                | 1980                                                | 1990                                                |
| Einwohner                                           | 1623                                                | 1582                                                | 1433                                                | 1437                                                | 1572                                                | 1694                                                | 2088                                                | 1963                                                | 2675                                                | 3175                                                |
| Jahr                                                | 2000                                                | 2010                                                | 2020                                                | 2030                                                | 2040                                                | 2050                                                | 2060                                                | 2070                                                | 2080                                                | 2090                                                |
| Einwohner                                           | 3602                                                | 3757                                                | 3817                                                |                                                     |                                                     |                                                     |                                                     |                                                     |                                                     |                                                     |

## Kultur und Sehenswürdigkeiten

### Bauwerke
In Winterport wurden ein Bauwerk und ein Distrikt unter Denkmalschutz gestellt und ins National Register of Historic Places aufgenommen.
- Winterport Congregational Church, 1973 unter der Register-Nr. 73000151.[10]
- Winterport Historic District, 1975 unter der Register-Nr. 75000112.[11]

## Wirtschaft und Infrastruktur

### Verkehr
Der U.S. Highway 1A verläuft in nordsüdlicher Richtung durch den östlichen Teil der Town parallel zum Penobscot River. Im Village von Winterport zweigt in westlicher Richtung die Maine Street 139 ab, die sich später in die Maine Street 69 aufgabelt.
Die im Güterverkehr genutzte Bahnstrecke South Lagrange–Searsport führt in Nord-Süd-Richtung durch das Gebiet der Town. Die Bahnstrecke Bangor–Bucksport liegt auf der östlichen Seite des Penobscot Rivers. Bis in die 1930er-Jahre lag dort gegenüber dem Village Winterport eine Station namens Winterport Ferry.

### Öffentliche Einrichtungen
Es gibt keine medizinischen Einrichtungen in Winterport. Die nächstgelegenen befinden sich in Bangor und Brewer.
In Winterport befindet sich die Winterport Memorial Library. Im Jahr 1895 bildete sich eine Gruppe um Fred Atwood, die sich für die Gründung einer Bücherei einsetzte. Sie gründete am 26. Februar 1895 die Winterport Free Library Association. Durch Spenden und Zuwendungen konnte eine Bücherei mit einem Bestand von 600 Büchern eröffnet werden. 1921 wurde ein Gebäude aus Feldsteinen errichtet, welche durch die Bürger eingesammelt worden waren. Das Gebäude, konzipiert durch den Architekten Victor Hodgin, bot Platz für 10.000 Bücher, wurde am 23. August 1922 eingeweiht und ist bis heute im Gebrauch für die Bücherei.
1922 wurde die Winterport Memorial Library den Veteranen des Spanisch-Amerikanischen Krieges und des Ersten Weltkrieges gewidmet. 1963 errichtete die amerikanische Legion vor der Bibliothek ein Granitdenkmal „zum Gedenken an die Veteranen des Ersten und Zweiten Weltkrieges, Koreas, Vietnams, Libanons und Grenadas, Panamas und des Persischen Golfs.“

### Bildung
Winterport gehört mit Frankfort, Hampden und Newburgh zur Regional School Unit 22.
Im Schulbezirk werden folgende Schulen angeboten:
- Earl C. McGraw School in Hampden, mit Schulklassen von Pre-K bis zum 2. Schuljahr
- Leroy H. Smith School in Winterport, mit Schulklassen von Pre-K bis zum 4. Schuljahr
- Weatherbee Elementary School in Hampden, mit Schulklassen vom 3. bis zum 5. Schuljahr
- Samuel L. Wagner Middle School in Winterport, mit Schulklassen vom 5. bis zum 8. Schuljahr
- Reeds Brook Middle School in Hampden, mit Schulklassen vom 6. bis zum 8. Schuljahr
- Hampden Academy in Hampden, mit Schulklassen vom 9. bis zum 12. Schuljahr